# Associazione Calcio Savoia 1908 1986-1987
Questa voce raccoglie le informazioni riguardanti il Savoia nelle competizioni ufficiali della stagione 1986-1987.

## Stagione
La stagione 1986-1987 fu la 65ª stagione sportiva del Savoia.
Campionato Interregionale 1986-1987: 6º posto

## Divise e sponsor
Lo sponsor tecnico è Ennerre, mentre lo sponsor principale è Oplonti Marina del sole.
| Casa | Portiere |

## Organigramma societario
Area direttiva
- Presidente: carica vacante
- Commissario straordinario: Michele Gallo

Area organizzativa
- Segretario generale: Giuseppe Sasso
- Coordinatore: Felicio Ferraro

Area tecnica
- Direttore Sportivo: Gaetano Battiloro
- Allenatore: Antonio Marzocca poi Aldo Bet poi Antonio Marzocca
- Magazziniere: Raffaele Ciliberti

Area sanitaria
- Medico sociale: Dott. Antonio Ciniglio
- Massaggiatore: Andrea Vecchione

## Rosa
| N. |                   | Ruolo | Calciatore                   |
| -- | ----------------- | ----- | ---------------------------- |
|    | Italia (bandiera) | P     | Lucio Campese                |
|    | Italia (bandiera) | P     | Aniello Garofalo             |
|    | Italia (bandiera) | D     | Umberto Comiato              |
|    | Italia (bandiera) | D     | Raffaele Santuccio           |
|    | Italia (bandiera) | D     | Raffaele Scala               |
|    | Italia (bandiera) | C     | Giancarlo Guidetti           |
|    | Italia (bandiera) | C     | Maurizio Improta             |
|    | Italia (bandiera) | C     | Antonio Marasco              |
|    | Italia (bandiera) | C     | Francesco Spigariol          |
|    | Italia (bandiera) | A     | Stefano Francioni (capitano) |

| N. |                   | Ruolo | Calciatore          |
| -- | ----------------- | ----- | ------------------- |
|    | Italia (bandiera) | A     | Angelo Lubrano      |
|    | Italia (bandiera) | A     | Sauro Magni         |
|    | Italia (bandiera) | D     | Alessandro Alberini |
|    | Italia (bandiera) | A     | Antonio D'Angelo    |
|    | Italia (bandiera) | D     | Federico Fedele     |
|    | Italia (bandiera) | D     | Alfonso Perillo     |
|    | Italia (bandiera) | D     | Odoacre Romano      |
|    | Italia (bandiera) | A     | Andrea Scala        |
|    | Italia (bandiera) | D     | Antonio Tavarelli   |
|    | Italia (bandiera) | C     | Domenico Verniti    |

## Calciomercato
| Acquisti | Acquisti | Acquisti | Acquisti   |
| R.       | Nome     | da       | Modalità   |
| -------- | -------- | -------- | ---------- |
|          |          |          | definitivo |

| Cessioni | Cessioni | Cessioni | Cessioni   |
| R.       | Nome     | a        | Modalità   |
| -------- | -------- | -------- | ---------- |
|          |          |          | definitivo |

## Risultati

### Campionato Interregionale

#### Girone di andata
| Arbitro: | Rocchi (Roma) |

|               |           |  |
| Spigariol 46’ | Marcatori |  |

| Lamezia Terme 28 settembre 1986 2ª giornata | Vigor Lamezia   | 0 – 0 | Savoia | Stadio Guido D'Ippolito\| Arbitro: \| Braschi (Prato) \| |
| Arbitro:                                    | Braschi (Prato) |       |        |                                                          |

| Arbitro: | Saia (Palermo) |

|                                          |           |  |
| Magni 27’, 56’ D'Angelo 64’ Guidetti 69’ | Marcatori |  |

| Arbitro: | Pala (Alghero) |

|             |           |             |
| Cantile 11’ | Marcatori | 4’ D'Angelo |

| Solofra 19 ottobre 1986 5ª giornata | Solofra           | 0 – 0 | Savoia | \| Arbitro: \| Ceccarelli (Pisa) \| |
| Arbitro:                            | Ceccarelli (Pisa) |       |        |                                     |

| Arbitro: | Mercurio (Catanzaro) |

|           |           |  |
| Magni 63’ | Marcatori |  |

| Arbitro: | Forte (Marsala) |

|             |           |                      |
| De Luca 58’ | Marcatori | 89’ (rig.) Spigariol |

| Arbitro: | Montalcini (Crotone) |

|               |           |              |
| Spigariol 80’ | Marcatori | 23’ Machille |

| Arbitro: | Tomasoni (Monza) |

|                         |           |  |
| Romeo 79’ Pensabene 83’ | Marcatori |  |

| Arbitro: | Griffo (Palermo) |

|                                  |           |  |
| D'Angelo 54’ Guidetti 60’ (rig.) | Marcatori |  |

| Arbitro: | Bartoli (Schio) |

|                                   |           |             |
| Redi 40’ Mantuano 44’ Maccari 50’ | Marcatori | 79’ Scala I |

| Arbitro: | Baldas (Trieste) |

|                         |           |             |
| Magni 25’ Spigariol 85’ | Marcatori | 43’ Capasso |

| Arbitro: | Vasquez (Lecce) |

|                         |           |  |
| Magni 60’ Francioni 82’ | Marcatori |  |

| Arbitro: | Mughetti (Cesena) |

|                            |           |                               |
| Liberti 61’ D'Agostino 82’ | Marcatori | 29’ Magni 67’ (rig.) Guidetti |

| Arbitro: | Zuccolini (Reggio Emilia) |

|                                                 |           |  |
| Guidetti 9’ (rig.) Magni 26’, 67’ Spigariol 63’ | Marcatori |  |

#### Girone di ritorno
| Arbitro: | Mangerini (Brescia) |

|                          |           |                               |
| Perrone 71’ Mondello 77’ | Marcatori | 86’ Magni 89’ (rig.) Guidetti |

| Torre Annunziata 18 gennaio 1987 17ª giornata | Savoia               | 0 – 0 | Vigor Lamezia | Stadio Alfredo Giraud\| Arbitro: \| Brignoccoli (Ancona) \| |
| Arbitro:                                      | Brignoccoli (Ancona) |       |               |                                                             |

| Arbitro: | Santoro (Brindisi) |

|            |           |                               |
| Calatè 18’ | Marcatori | 10’ (rig.) Guidetti 88’ Magni |

| Arbitro: | Bazzoli (Merano) |

|             |           |                            |
| Scala I 57’ | Marcatori | 37’ Pirozzi 42’ Fontanella |

| Torre Annunziata 8 febbraio 1987 20ª giornata                                                                 | Savoia    | 4 – 2                      | Solofra | Stadio Alfredo Giraud |
| \| \| \| \| \| Magni 55’ D'Angelo 64’ Spigariol 69’ Improta 82’ \| Marcatori \| 12’ Volpicelli 61’ Stabile \| |           |                            |         |                       |
| |           |                            |         |                       |
| Magni 55’ D'Angelo 64’ Spigariol 69’ Improta 82’                                                              | Marcatori | 12’ Volpicelli 61’ Stabile |         |                       |

| Arbitro: | De Filippo (Chieti) |

|  |           |                                           |
|  | Marcatori | 43’ (rig.) Guidetti 74’ Magni 88’ Scala I |

| Torre Annunziata 22 febbraio 1987 22ª giornata | Savoia                           | 0 – 0 | Pomigliano | Stadio Alfredo Giraud\| Arbitro: \| Colbertaldo (Bassano del Grappa) \| |
| Arbitro:                                       | Colbertaldo (Bassano del Grappa) |       |            |                                                                         |

| Arbitro: | Forte (Marsala) |

|                         |           |              |
| Contino 9’ Machille 78’ | Marcatori | 42’ D'Angelo |

| Arbitro: | Stirati (Gubbio) |

|  |           |              |
|  | Marcatori | 50’ Saracino |

| Vibo Valentia 15 marzo 1987 25ª giornata | Nuova Vibonese            | 0 – 0 | Savoia | \| Arbitro: \| Moro (Bassano del Grappa) \| |
| Arbitro:                                 | Moro (Bassano del Grappa) |       |        |                                             |

| Arbitro: | Ganadu (Ozieri) |

|                          |           |  |
| D'Angelo 31’ Scala I 64’ | Marcatori |  |

| Acerra 29 marzo 1987 27ª giornata | Acerrana        | 0 – 0 | Savoia | \| Arbitro: \| Rizzo (Catania) \| |
| Arbitro:                          | Rizzo (Catania) |       |        |                                   |

| Arbitro: | Masulli (Cremona) |

|  |           |             |
|  | Marcatori | 88’ Scala I |

| Arbitro: | Zanforlin (Rovigo) |

|                       |           |                             |
| Magni 15’ Verniti 69’ | Marcatori | 85’ D'Agostino 88’ Buonanno |

| Arbitro: | Melillo (Pontedera) |

|              |           |              |
| Mennitti 60’ | Marcatori | 72’ Alberini |